# Masako Wakamiya
Masako Wakamiya, née le 19 avril 1935, est une informaticienne japonaise. 

## Biographie

### Enfance et formation
Masako Wakamiya est née en 1935 dans le quartier Asagaya de l'arrondissement Suginami à Tokyo. Elle est l'ainée d'une fratrie de 3 enfants. Elle obtient un diplôme de l'Université de Tsukuba.

### Carrière professionnelle
Masako Wakamiya a fait sa carrière dans le secteur bancaire. Elle s'est procurée son premier ordinateur à l'approche de ses 60 ans, pour garder contact avec ses amis alors qu'elle s'occupait de sa mère. Inspirée par les loisirs des femmes âgées, comme l’artisanat ou le tricot, elle a d'abord développé Excel Art, un programme qui permet de créer des modèles en utilisant les fonctions de Microsoft Excel. Elle s'inscrit alors à un cours de développement informatique pour séniors. Puis constatant que la plupart des jeux pour smartphones étaient conçus pour les jeunes utilisateurs et n'étaient pas conviviaux pour les personnes âgées, elle a commencé à développer une application mobile de jeu à l'été 2016 appelée Hinadan. L'application est sortie sur l'App Store en février 2017. Alors âgée de 81 ans, elle a été invitée à la Worldwide Developers Conference d’Apple, où Tim Cook, président-directeur général de l’entreprise, l’a présenté comme « la plus vieille développeuse d’applications au monde ».